# Istanbul (province)
Pour les articles homonymes, voir Istanbul (homonymie).
La province d’Istanbul est une des 81 provinces (en turc : il, au singulier, et iller au pluriel) de la Turquie.
Sa préfecture (en turc : valiliği) se trouve dans la ville éponyme d’Istanbul.

## Géographie
Sa superficie est de 5 196 km2, dont 2 651 km2 pour la ville d'Istanbul elle-même.

## Population
Au 31 décembre 2014, la province était peuplée d'environ 14 377 018 habitants, soit une densité de population d'environ 2 767 hab./km2.
Sur ces 14 377 018 habitants, 14 025 646 vivent dans la ville d'Istanbul, soit plus de 97,5 %. Cela représente environ 18,5 % de la population turque, sur moins d'1 % de son territoire (environ 0,7 %).
Au 31 décembre 2017, la province était peuplée de 15 029 231 habitants, dont 9 726 373 en Europe et 5 302 858 en Asie.
| 2000       | 2001       | 2002       | 2003       | 2004       | 2005       | 2006       | 2007       | 2008       |
| ---------- | ---------- | ---------- | ---------- | ---------- | ---------- | ---------- | ---------- | ---------- |
| 11 076 840 | 11 292 009 | 11 495 948 | 11 699 172 | 11 910 733 | 12 128 577 | 12 351 506 | 12 573 836 | 12 697 164 |

| 2009       | 2010       | 2011       | 2012       | 2013       | 2014       | 2015       | 2016       | 2017       |
| ---------- | ---------- | ---------- | ---------- | ---------- | ---------- | ---------- | ---------- | ---------- |
| 12 915 158 | 13 255 685 | 13 624 240 | 13 854 740 | 14 160 467 | 14 377 018 | 14 657 434 | 14 804 116 | 15 029 231 |

| 2018       | 2019       | 2020       | 2021       | 2022       | 2023       | - | - | - |
| ---------- | ---------- | ---------- | ---------- | ---------- | ---------- | - | - | - |
| 15 067 724 | 15 519 267 | 15 462 452 | 15 840 900 | 15 907 951 | 15 655 924 | - | - | - |

## Administration
La province est administrée par un préfet (en turc : vali).

## Subdivisions
La province est divisée en 39 districts.
- Adalar : 10 460
- Arnavutköy : 141 634
- Ataşehir : 345 588
- Avcılar : 362 809
- Bağcılar
- Bahçelievler : 571 711
- Bakırköy : 214 821
- Başakşehir : 193 750
- Bayrampaşa : 272 196
- Beşiktaş : 191 513
- Beykoz : 241 833
- Beylikdüzü : 186 789
- Beyoğlu : 247 256
- Büyükçekmece : 152 106
- Çatalca : 61 566
- Çekmeköy : 135 603
- Esenler : 468 448
- Esenyurt : 335 316
- Eyüpsultan : 317 695
- Fatih : 455 498
- Gaziosmanpaşa : 417 405
- Güngören : 318 545
- Kadıköy : 503 062
- Kâğıthane : 418 229
- Kartal : 427 156
- Küçükçekmece : 662 566
- Maltepe : 476 806
- Pendik : 520 486
- Sancaktepe : 223 755
- Sarıyer : 276 407
- Silivri : 118 304
- Sultanbeyli : 272 758
- Sultangazi : 436 935
- Şile : 25 169
- Şişli : 314 684
- Tuzla : 525 500
- Ümraniye : 551 091
- Üsküdar : 529 550
- Zeytinburnu : 288 743